# Buruan (Blahbatuh)
Buruan is een bestuurslaag in het regentschap Gianyar van de provincie Bali, Indonesië. Buruan telt 6488 inwoners (volkstelling 2010).